# Požáry ve Vodňanech

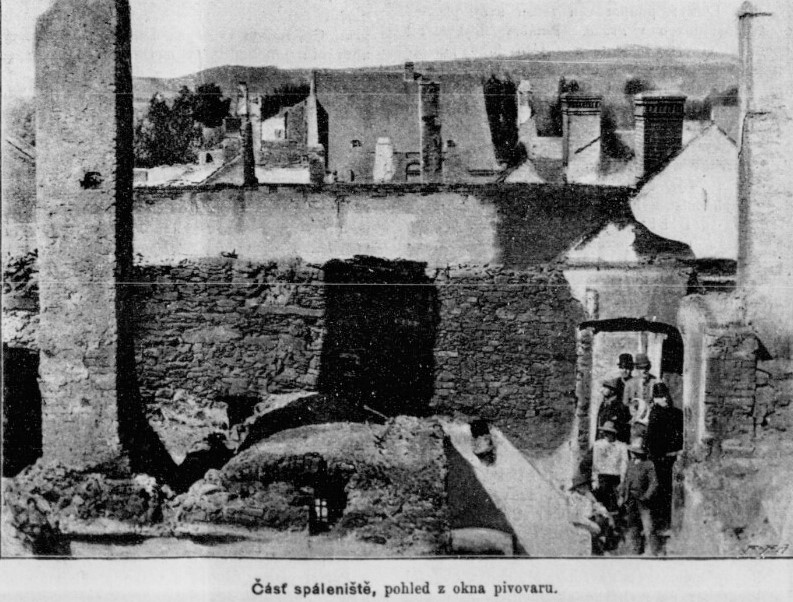
Spáleniště po požáru ve Vodňanech 20. 8. 1892

K velkým požárům ve Vodňanech došlo několikrát.

## Požár 27. května 1722
Není zaznamenáno, kde požár vypukl, rozšířil se ale velmi rychle na celé město. Poškozeno nebo zcela zničeno bylo 142 domů ve všech částech Vodňan, mimo jiné i budova tehdejší vodňanské radnice, kostel Narození Panny Marie, pivovar i místní škola. Gotický kostel přišel o svojí střechu a poničeny byly i klenby. Zřítila se věž se šesti zvony, které se navíc vlivem vysokých teplot roztavily. Shořela také fara; škola byla postižena do jisté míry také, nevyhořela ale do základů. Škody dosáhly 90 tisíc tehdejších zlatých.
Po uhašení požáru ve městě vypukly diskuze o tom, kdo byl možným viníkem. Oheň byl označován za Boží trest. Vyhořelým Vodňanům se pokusily pomoci do jisté míry někdy i symbolicky také další česká města, jako např. Český Krumlov nebo Praha. Město Vodňany požádalo tehdejšího císaře Karla VI. o pomoc, především o odpuštění některých plateb a povinností. Na připomínku požáru se konaly různé církevní akce, které měly žádat Boha o ochranu města před dalším požárem a připomínat událost do budoucna. 
Věž místního kostela byla dobudována zřejmě až ve 30. letech 18. století, nové zvony byly pořízeny v roce 1727. 

## Požár 8. září 1757
Požár vypukl během svátků oslav narození Panny Marie. Rozšířil se z domu na tehdejší Budějovické ulici, hlavně proto, že v domě bylo uskladněno seno a obilí. Vzhledem k těmto příznivým podmínkám se požár rozšířil na celý blok i místní hospodu. Šíření požáru se podařilo zastavit, aby se nešířil na další části města, jeden blok domů však lehl popelem. Zničena byla také místní radnice a pivovar.
Na podzim téhož roku bylo rozhodnuto o obnově domů a o přemístění budovy tehdejší radnice na náměstí Svobody. Na místě původní byla postavena nová kasárna a v Majerově ulici pak nový pivovar. 
Po požáru byly ve Vodňanech obnoveny tzv. požární koše, uskutečněna zevrubná prohlídka komínů a obecně byla zpřísněna kontrola ohledně střelby a dalších činností, které mohly vyvolat další požár.

## Požár 20. srpna 1892
Požár vzniknul v domě na rohu ulic Komenského a Starobankálské při neopatrném vymetání komína. Protože domy byly většinou kryty šindely a na půdách uskladněno seno, oheň se rychle rozšiřoval. Ulice Komenského, Starobankálská a Židovská byly téměř zničeny. Škoda se odhadovala na 124 000 zl., při tom pojištění dosahovalo pouze 36 400 zl. K likvidaci katastrofy se sjely hasičské sbory i z okolních obcí.